# Église du Salvador (Ségovie)
L’église du Salvador est une église romane catholique de la ville espagnole de Ségovie.

## Description
Elle se trouve dans la ville de Ségovie, sur la plaza del Salvador, située dans le quartier du même nom.

Du temple primitif, de tracé roman, seul resterait le portique, qui forme un angle avec l'église, et la tour-clocher, avec les fenêtres jumelles fermées. L'intérieur de l'église a une nef unique, avec une croisée d'ogives gothique, un transept et une chapelle majeure, avec retable plateresque doré, payé par Diego Tamayo en 1587.

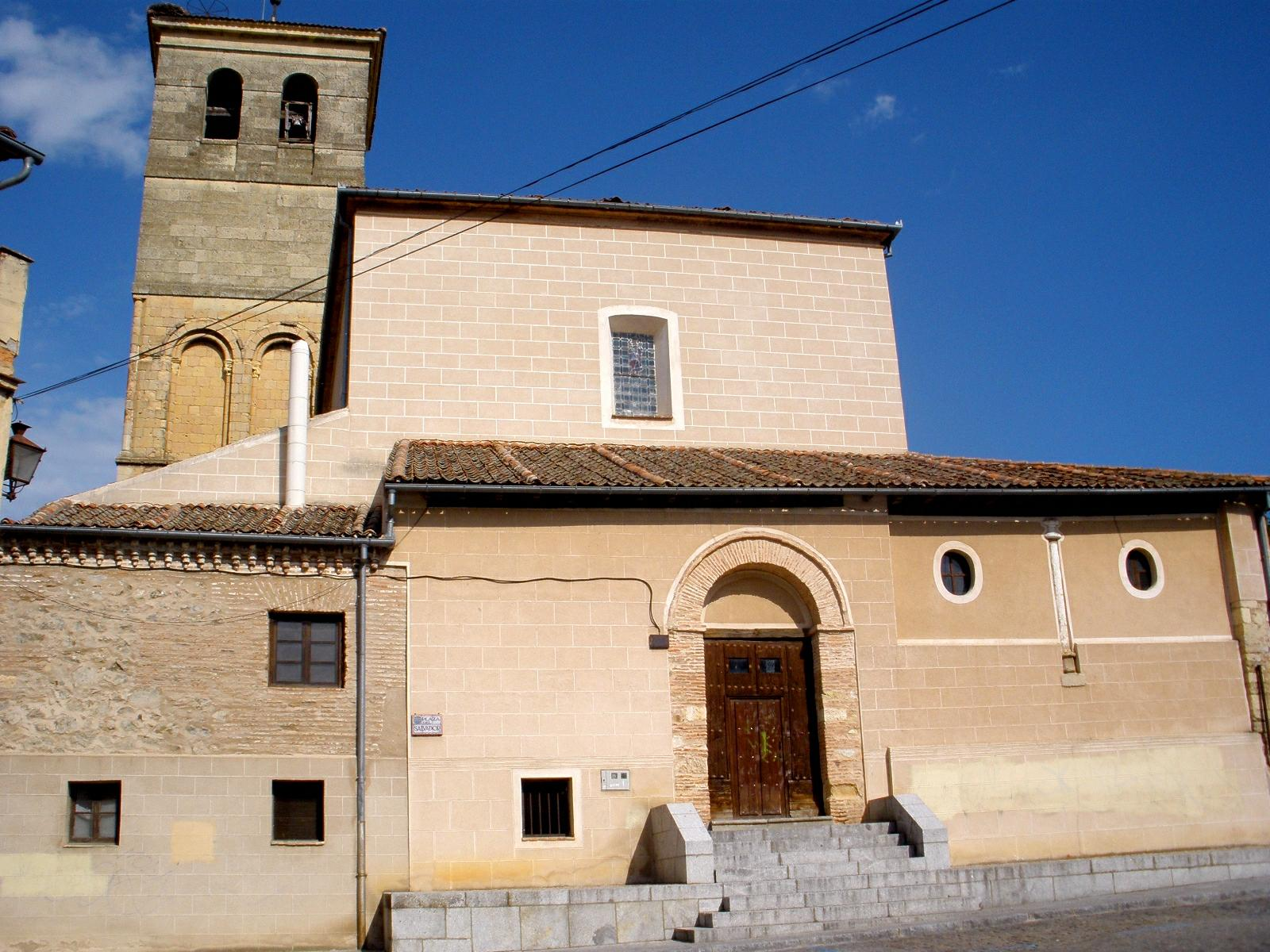
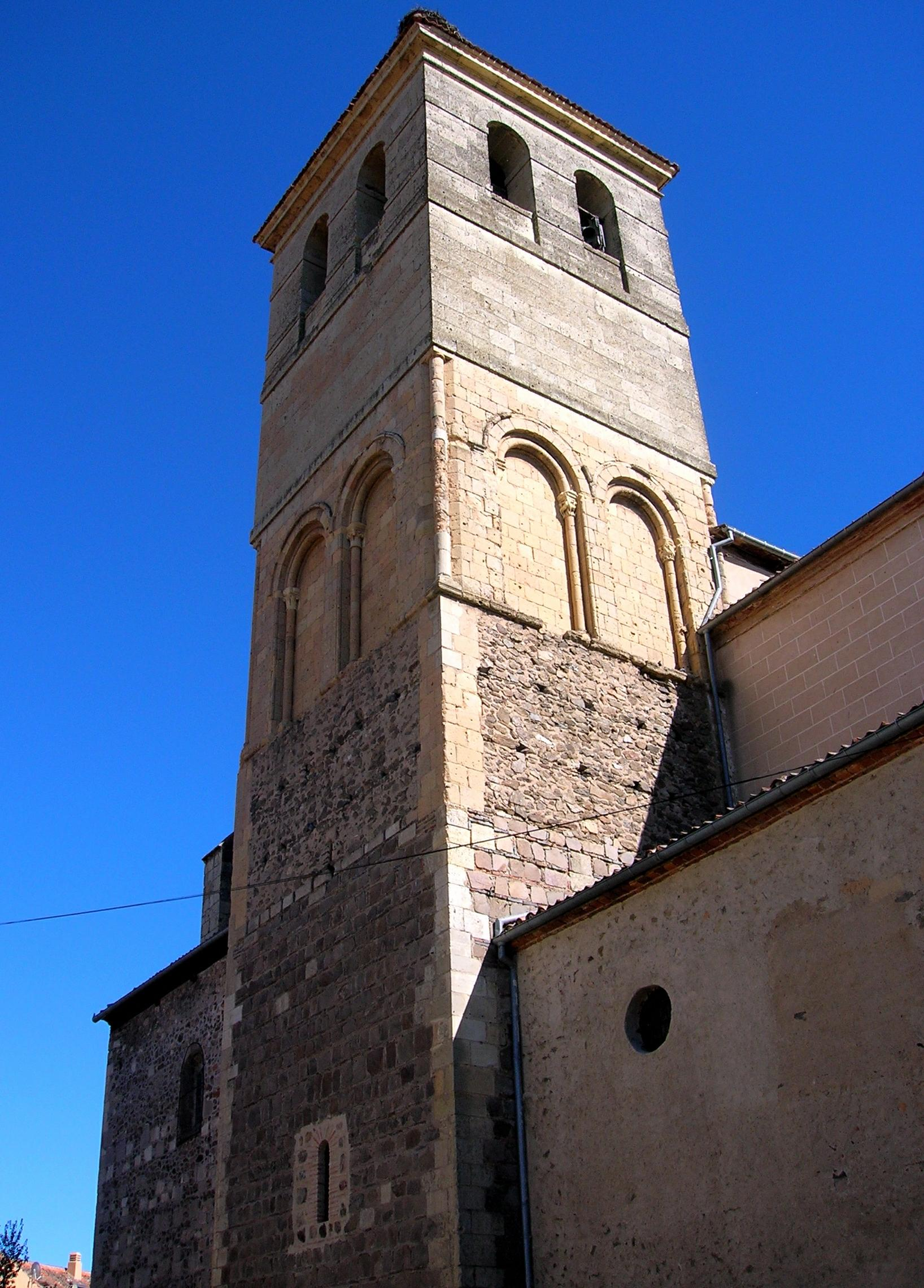